# 달걀 속의 생
《달걀 속의 생(生)》은 1989년 6월 5일, 문학사상사에서 발행한 시인 김승희의 네 번째 시집이다.
새는 알을 까고 나온다. 알은 하나의 세계이다. 태어나려는 자는 한 세계를 파괴해야만 한다'는 데미안 어록은 우리 시대의 자아상실, 자기소외, 세계박탈의 감각에 절절한 구원을 제시한다. 나 역시도 보다 나은 진화를 위해 알[卵] 속에 들어있지만, 그대도 역시 알 속의 기다림을 지닌 채로 진화를 꿈꾸고 있는 존재가 아닐까. 《달걀 속의 生》-그것은 나의 삶이며 그대의 삶이고 우리 시대 모두의 삶이면서 진정한 희망의 손이 그리는 '벽 속의 문'같은 영원한 꿈이 아닐 것인가.— 김승희 시인, 시작노트

이 시집에서 그녀가 성취한 시적 원숙함과 탁월함은 놀랄 만하다. 여기에 수록된 시들은 모두 일상의 편린들을 삶의 진리로 승화시키는데 성공하고 있다. 그런 의미에서 이 시집은, 평론가들과 독자들의 비상한 관심을 모을 것으로 기대된다. 《달걀 속의 生》은 시인 김승희의 성공적인 부화이자 동시에 경하할 만한 중요한 문학적 업적이다."하고 말했다.— 김성곤, 해설

## 추가 문헌
- 김승희 (1987년). 《《미완성을 위한 연가》》.